# Kosmos 115
Kosmos 115 (ros. Космос 115) – radziecki satelita rozpoznawczy; 37. statek serii Zenit-2 programu Zenit (32. statek na orbicie), którego konstrukcję oparto na załogowych kapsułach Wostok.